# Gunnar Grenander
Pehr Gunnar Richard Guldbrand Grenander, född 26 mars 1914 i Umeå landsförsamling, Västerbottens län, död 29 januari 1998 i Sankt Matteus församling, Stockholm, var en svensk militär.

## Biografi
Grenander avlade officersexamen vid Krigsskolan 1936 och utnämndes samma år till fänrik vid Bodens artilleriregemente där han befordrades till löjtnant 1939. Han gick Allmänna artillerikursen vid Artilleri- och ingenjörhögskolan 1938–1940 och Högre artillerikursen där 1941–1943 samt befordrades 1944 till kapten vid Fälttygkåren, varefter han var lärare i krut- och konstruktionslära med mera vid Artilleri- och ingenjörhögskolan 1947–1949. Han var chef för Artilleriammunitionssektionen i Tygavdelningen vid Arméförvaltningen 1949–1952 och studerade vid Tekniska högskolan i Stockholm. År 1954 befordrades han till major, varefter han var lärare vid Krigshögskolan 1954–1957. Åren 1957–1968 tjänstgjorde han vid Armétygförvaltningen (som 1964 namnändrades till Arméförvaltningen): som chef för Artilleriammunitionssektionen i Ammunitionsbyrån 1957–1958, som chef för Robotkontoret i Vapenavdelningen 1958–1962, som chef för Provskjutningscentralen i Vapenavdelningen 1962–1964 och som chef för Vapenavdelningen 1964–1968. Han befordrades 1958 till överstelöjtnant, 1962 till överste och 1964 till överste av första graden. Han var 1968–1975 chef för Vapenavdelningen i Armématerielförvaltningen (1972 namnändrad till Huvudavdelningen för armémateriel) vid Försvarets materielverk. Åren 1975–1983 var Grenander konsult åt AB Bofors, varefter han var konsult åt Försvarets läromedelscentral 1983–1986.

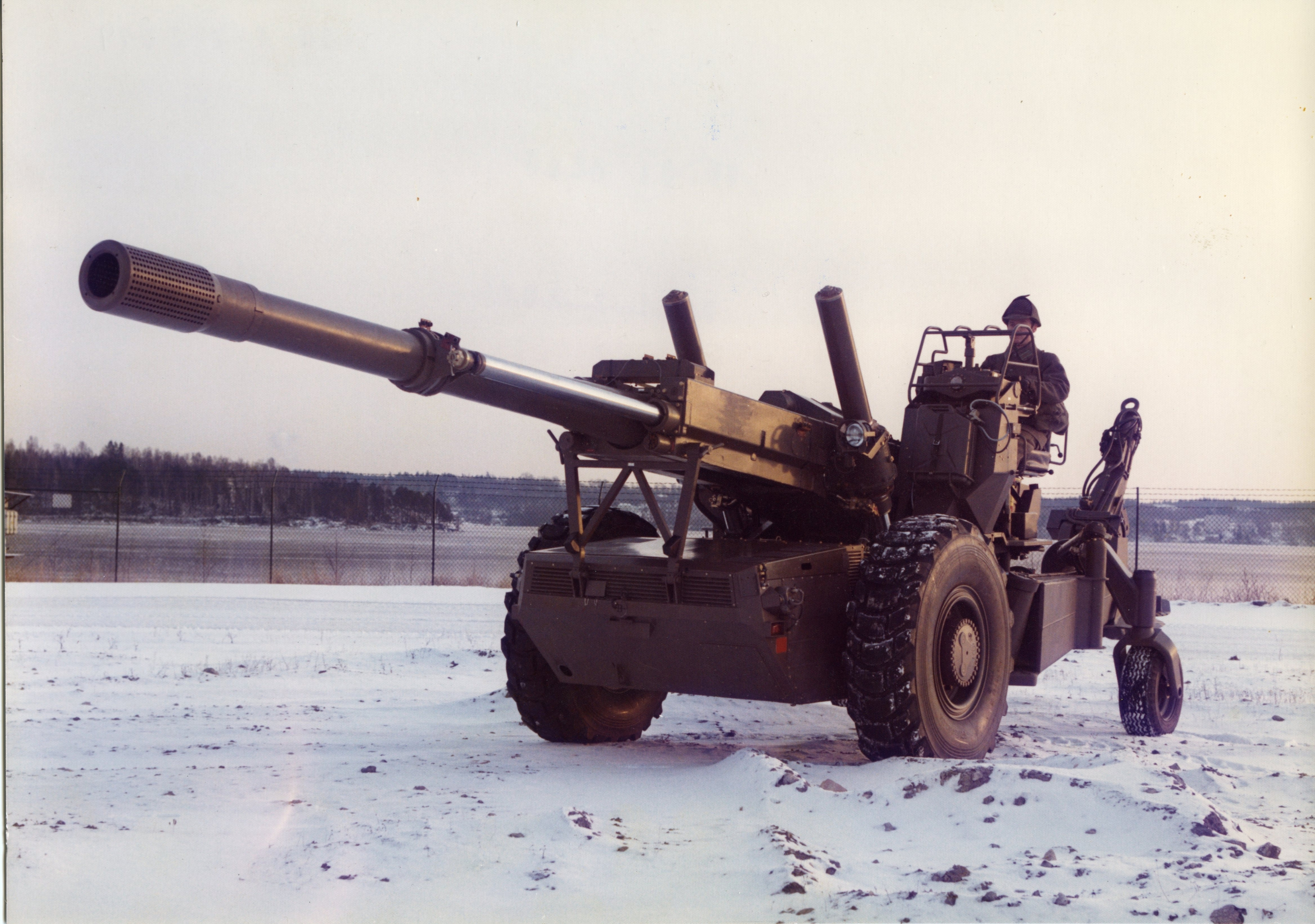
Gunnar Grenander bidrog till utvecklingen av haubits 77.

Om Grenander berättas i en nekrolog: ”Han var en av vår tids främsta vapenexperter. Hans kunskaper om vapen och vapenverkan utvecklades med hans utbildning, trupptjänst och verksamhet vid förvaltningen, men den var också i hög grad en produkt av hans egna egenskaper som uppfinnare och pådrivare. De flesta vapensystem från granatgeväret Carl Gustaf som började utvecklas på 1940-talet bär på ett eller annat sätt hans signatur. Till de mest bekanta hör robot 70 och haubits 77. En orsak till framgången var hans och andras observans på värdet av att vapnet måste ses i perspektiv av den miljö där det skulle användas.” Grenander var vidare en flitig skribent och publicerade flera böcker samt artiklar i bland annat Artilleri-tidskrift. Han medverkade också med något hundratal artiklar i Nationalencyklopedin. ”Genom det stora antal artiklar som han på det sättet har förmedlat till allmänheten, kommer han under lång tid framöver att ha format den allmänna bilden av vad som avses med artilleri och vapenlära.”
Gunnar Grenander invaldes 1959 som ledamot av Kungliga Krigsvetenskapsakademien. Han är begravd på Norra begravningsplatsen utanför Stockholm.

## Utmärkelser
- Riddare av första klass av Svärdsorden, 1955[12]
- Kommendör av Svärdsorden, 4 juni 1965[13]
- Kommendör av första klass av Svärdsorden, 6 juni 1968[14]